# Опольський верхній замок
Опольський верхній замок (пол. Zamek Górny w Opolu) — один із двох замків в Ополі, давня садиба опольських П'ястів. Єдиною частиною замку, яка збереглася до наших днів, є замкова вежа. 

## Історія

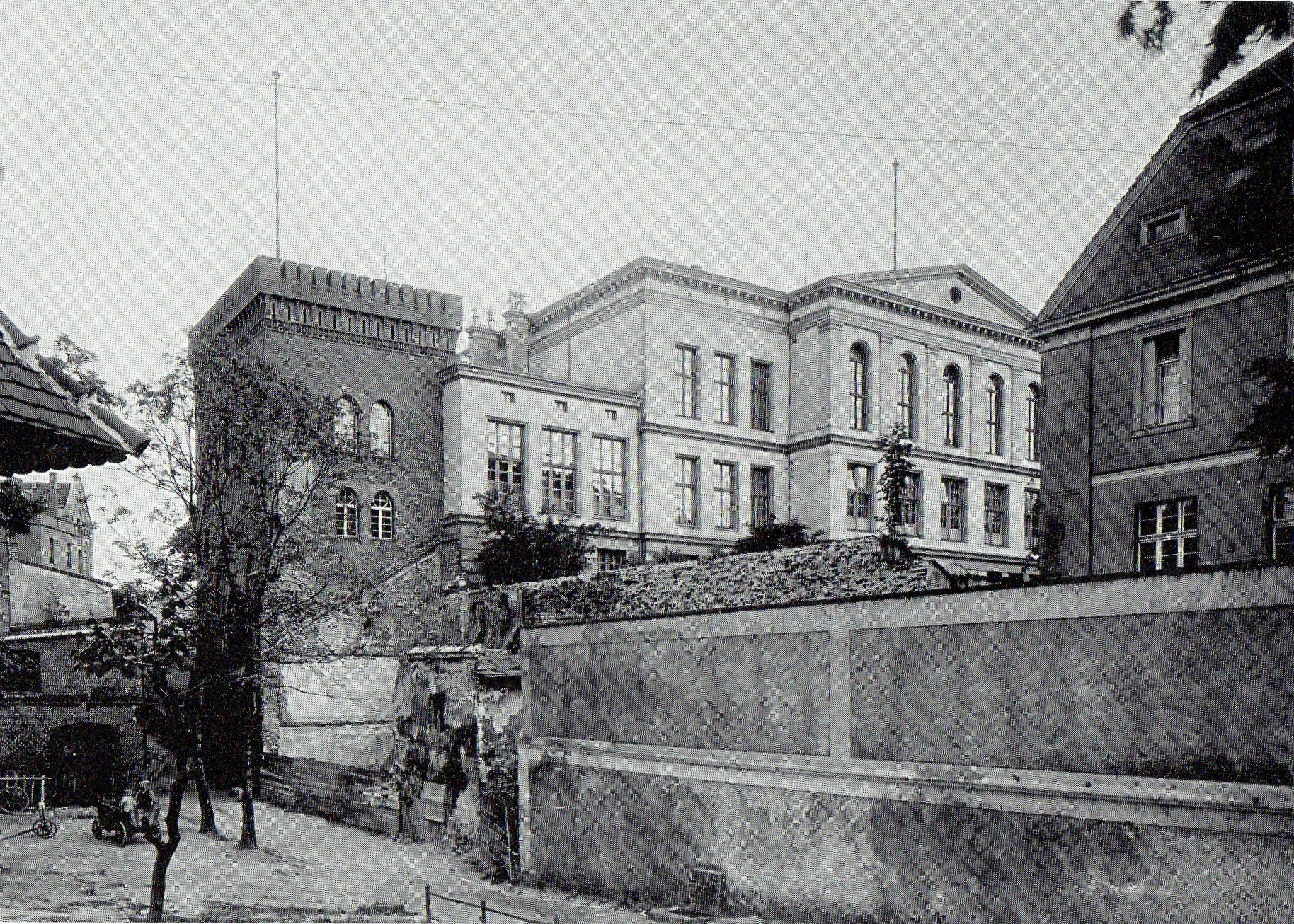
Вежа Верхнього замку в Ополі у 1934 році

Існує багато суперечливих припущень щодо періоду заснування Верхнього замку в Ополі. Ймовірно, що вже у часи Болеслава Хороброго на цьому місці існував двір опольського каштеляна. Замок, швидше всього, було побудовано у 1382—1387 роках Володиславом Опольським, який після смерті батька — Болеслава II Опольського, володів правобережною частиною Ополя з олевською і ґожувською землями, тоді як його брат — Болеслав III Опольський, володів лівобережною частиною та рештою південних земель. 
Замок, який входив до системи міських укріплень, спорудили на найвищій точці міста — на вапняковій горі (так звана "Ґурка"), поблизу Гославицької брами, по іншій стороні Одри, від першого замку.   
Перша згадка про замок датується 1387 роком. У той час і аж до своєї смерті, тут мешкав князь Володислав Опольський (із перервою у 1397—1398 роках). Від двох шлюбів князь мав лише дочок, тому його  спадкоємцями у 1401 році стали його племінники, сини Болеслава III — Ян Кропидло, Болеслав IV Опольський та Бернард Немодлінський. Ян Кропидло, ймовірно, переїхав до Верхнього замку у 1418 році, після смерті вдови Володислава Опольського. 
Після смерті Болеслава IV у 1437 році майно перейшло у спадок його синам. Незабаром Миколай I Опольський став єдиним правителем Ополя, що, ймовірно, спричинило те, що Верхній замок як друга резиденція перестав бути потрібним. Крім того, через кілька десятиліть, через модернізацію оборонної системи Ополя, замок втратив своє значення як оборонний об’єкт. Ймовірно, це сприяло занепаду замку. 
Бездітна смерть у 1532 році останнього представника опольських П'ястів — Яна II Доброго, призвела до того, що Опольсько-Ратиборзьке князівство опинилося під владою Габсбургів. Це ще більше сприяло руйнуванню замку. У XVI столітті Верхній замок був уже сильно зруйнованим. У 1615 році в Ополі спалахнула велика пожежа, внаслідок якої згоріли залишки замку. У 1619 році, за твердженнями Якоба Шікфуса, окрім чотиригранної вежі, яка використовувалася як зерносховище та великого кам’яного хліву, замок був повністю зруйнований, а його територія вирівняна. Територія замку була передана гончарям. 
У 1669 році імператор Леопольд I Габсбург подарував залишки замку єзуїтам. Вони облаштували невеликий костел у приміщеннях старого замку, а у 1673 році розпочали будівництво нового костелу із матеріалів замку. Храм багато разів горів (у 1682, 1739 та 1762 роках). У 1773 році орден було заборонено, у 1811 році костел закрили, а у 1828 році — розібрали. На його місці у 1829—1830 роках було збудовано чоловічу гімназію. 
У 1858—1859 роках було збудовано другу шкільну будівлю, яка через відкриту двоповерхову галерею була з'єднаною з вежею Верхнього замку. У 1898 році на місці галереї було споруджено нове крило. 

## Сучасність
У 2006 році були проведені архітектурні дослідження вцілілих мурів та вежі. У 2017 році було здійснено ревіталізацію вежі, а з 2018 року вона відкрита для відвідування туристами. 

## Архітектура
Достеменно невідомо, як виглядав Верхній замок, адже відсутній його опис та надійний іконографічний матеріал. Так, на панорамах Ополя XVI–XVIII століть зазвичай зображувалася лише вежа. Перший достовірний образ залишків Верхнього замку було зображено на малюнках вежі, зроблених будівельним інспектором Крюгером у 1844 році. 
Вежа Верхнього замку в Ополі — цегляна вежа з готичним плануванням із використанням зендрувки (сильно опаленої цегли), викладеної шляхом ромбічно. Будівля була побудована на плані прямокутника та спершу була триповерховою. На східному фасаді в нішу вбудований портал давньої в'їзної брами. У 1844 році до вежі було добудовано четвертий поверх, увінчаний неоготичним кренеляжем. Окрім того, було здійснено реновацію у цьому стилі фрагменту фортифікацій з бартизаною.   

## Світлини

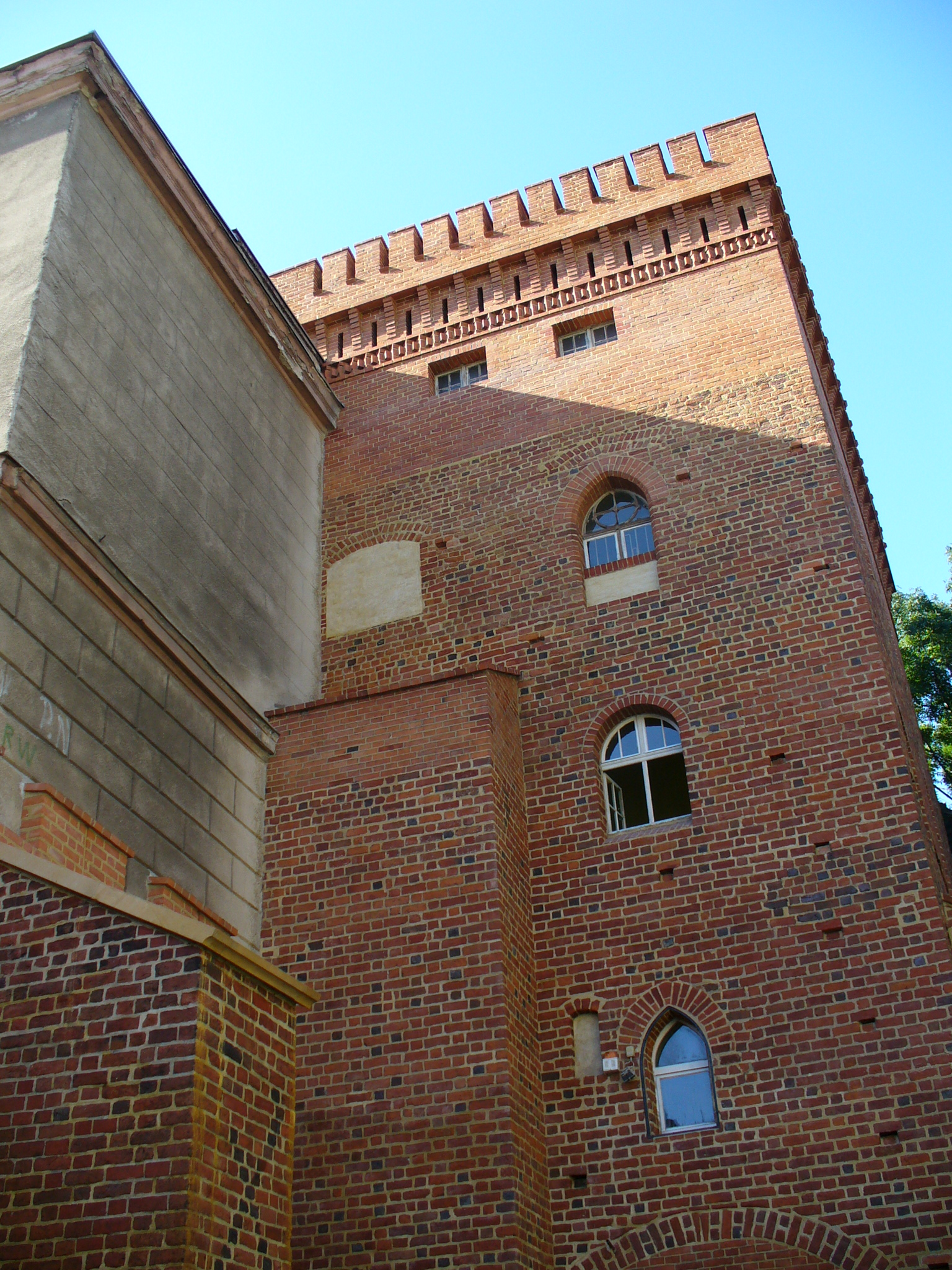
Вежа з неоготичною надбудовою
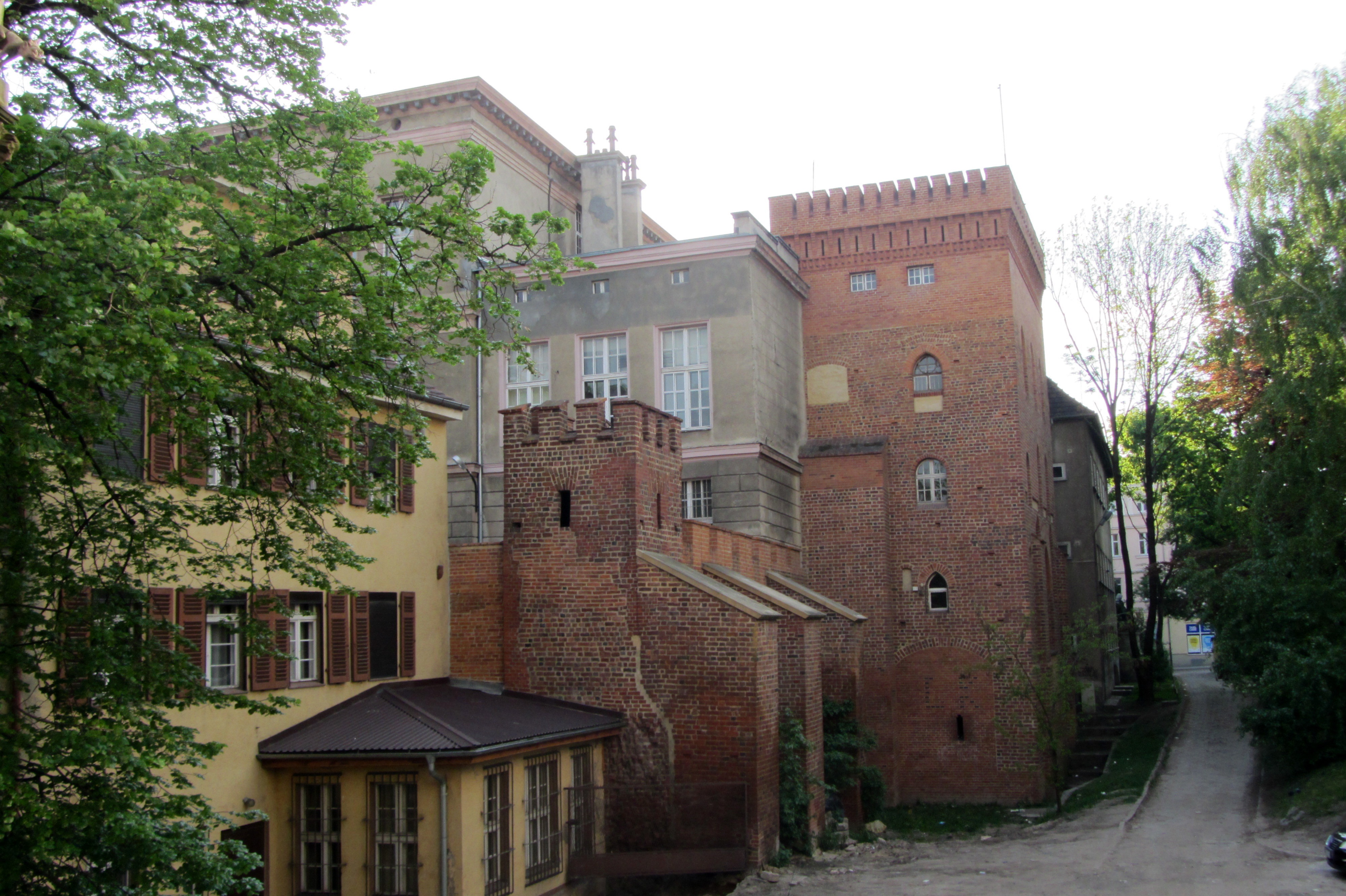
Вежа та залишки мурів